# Anopsicus exiguus
Anopsicus exiguus là một loài nhện trong họ Pholcidae. Loài này được phát hiện ở México.